# Горішньоплавнівська міська рада
Горішньопла́внівська міська́ ра́да (до 2016 року — Комсомольська) — орган місцевого самоврядування в Полтавській області. Адміністративний центр — місто обласного значення Горішні Плавні.

## Загальні відомості
- Утворена в 1962 році.
- Територія ради: 110,97 км²
- Населення ради: 54 585 осіб (станом на 2001 рік)

## Географія
Територія, що підпорядкована Горішньоплавнівській міській раді лежить на півдні Полтавської області України. Межує з Кременчуцьким та Козельщинським районами Полтавської області.
Через територію ради протікають річки Дніпро (Кам'янське водосховище), Псел і Рудька.

## Населення
Населення ради становить 54 585 жителів (2001), у тому числі міського — 51 832 людини, сільського — 2 753 людини.
Розподіл населення за віком та статтю (2001):
| Стать | Всього | До 15 років | 15-24 | 25-44 | 45-64 | 65-85 | Понад 85 |
| --- | ------ | ----------- | ----- | ----- | ----- | ----- | -------- |
| Чоловіки | 25 613 | 4499        | 4377  | 8031  | 6864  | 1797  | 45       |
| Жінки | 29 972 | 4351        | 4189  | 8754  | 8475  | 2942  | 1261     |
| \| Статево-вікова піраміда \| Статево-вікова піраміда \| Статево-вікова піраміда \| \| ----------------------- \| ----------------------- \| ----------------------- \| \| Чоловіки \| Вік \| Жінки \| \| 45 \| 85 + \| 1261 \| \| 89 \| 80-84 \| 313 \| \| 258 \| 75-79 \| 668 \| \| 605 \| 70-74 \| 946 \| \| 845 \| 65-69 \| 1015 \| \| 1676 \| 60-64 \| 2171 \| \| 1086 \| 55-59 \| 1417 \| \| 1913 \| 50-54 \| 2306 \| \| 2189 \| 45-49 \| 2581 \| \| 2136 \| 40-44 \| 2630 \| \| 1829 \| 35-39 \| 2025 \| \| 1828 \| 30-34 \| 1918 \| \| 2238 \| 25-29 \| 2181 \| \| 2178 \| 20-24 \| 2137 \| \| 2199 \| 15-20 \| 2052 \| \| 2008 \| 10-14 \| 1962 \| \| 1387 \| 5-9 \| 1331 \| \| 1104 \| 0-4 \| 1058 \| |        |             |       |       |       |       |          |
| Статево-вікова піраміда |        |             |       |       |       |       |          |
| Чоловіки | Вік    | Жінки       |       |       |       |       |          |
| 45 | 85 +   | 1261        |       |       |       |       |          |
| 89 | 80-84  | 313         |       |       |       |       |          |
| 258 | 75-79  | 668         |       |       |       |       |          |
| 605 | 70-74  | 946         |       |       |       |       |          |
| 845 | 65-69  | 1015        |       |       |       |       |          |
| 1676 | 60-64  | 2171        |       |       |       |       |          |
| 1086 | 55-59  | 1417        |       |       |       |       |          |
| 1913 | 50-54  | 2306        |       |       |       |       |          |
| 2189 | 45-49  | 2581        |       |       |       |       |          |
| 2136 | 40-44  | 2630        |       |       |       |       |          |
| 1829 | 35-39  | 2025        |       |       |       |       |          |
| 1828 | 30-34  | 1918        |       |       |       |       |          |
| 2238 | 25-29  | 2181        |       |       |       |       |          |
| 2178 | 20-24  | 2137        |       |       |       |       |          |
| 2199 | 15-20  | 2052        |       |       |       |       |          |
| 2008 | 10-14  | 1962        |       |       |       |       |          |
| 1387 | 5-9    | 1331        |       |       |       |       |          |
| 1104 | 0-4    | 1058        |       |       |       |       |          |

Національний склад населення за даними перепису 2001 року:
| Національність | Кількість осіб | Відсоток |
| -------------- | -------------- | -------- |
| українці       | 42789          | 78,39 %  |
| росіяни        | 10673          | 19,55 %  |
| білоруси       | 450            | 0,82 %   |
| вірмени        | 108            | 0,20 %   |
| німці          | 93             | 0,17 %   |
| інші           | 472            | 0,86 %   |

Мовний склад населення за даними перепису 2001 року:
| Мова       | Кількість осіб | Відсоток |
| ---------- | -------------- | -------- |
| українська | 39929          | 73,15 %  |
| російська  | 14326          | 26,25 %  |
| білоруська | 113            | 0,21 %   |
| вірменська | 64             | 0,12 %   |
| молдовська | 28             | 0,05 %   |
| інші       | 125            | 0,23 %   |

## Адміністративний устрій
Міській раді підпорядковані:
- м. Горішні Плавні
- Дмитрівська сільська рада
  - c. Базалуки
  - c. Дмитрівка
  - c. Кияшки
  - c. Гора
  - c. Кузьменки
  - c. Солонці

## Колишні населені пункти
1. Вишневе
2. Волошине (2011)
3. Кириленки (2001)
4. Низи
5. Золотнишине

## Склад ради
Рада складається з 40 депутатів та голови.
- Голова ради: Супрун Сергій Андрійович
- Секретар ради: Калашнік Світлана Олександрівна

### Керівний склад попередніх скликань
| ПІБ                      | Основні відомості                                                       | Дата обрання | Дата звільнення |
| ------------------------ | ----------------------------------------------------------------------- | ------------ | --------------- |
| Попов Олександр Павлович | Міський голова, 1960 року народження, безпартійний                      | 23.10.2006   | 22.01.2007      |
| Супрун Сергій Андрійович | Міський голова, 1956 року народження, освіта вища, безпартійний         | 17.06.2007   | 31.10.2010      |
| Супрун Сергій Андрійович | Міський голова, 1956 року народження, освіта вища, член Партії регіонів | 31.10.2010   |                 |

Примітка: таблиця складена за даними джерела

### Депутати
За результатами місцевих виборів 2010 року депутатами ради стали:

#### За суб'єктами висування
| Суб'єкт висування                                       | Кількість обраних депутатів | %    |
| ------------------------------------------------------- | --------------------------- | ---- |
| Соціалістична партія України                            | 18                          | 45   |
| Партія регіонів                                         | 17                          | 42,5 |
| Комуністична партія України                             | 3                           | 7,5  |
| Політична партія Всеукраїнське об'єднання «Батьківщина» | 1                           | 2,5  |
| Політична партія «Фронт Змін»                           | 1                           | 2,5  |

#### За округами
| № округу                                                | Прізвище, ім'я, по батькові       | Дата визнання обраним | Освіта         | Партійна приналежність                        | Відомості про обраного депутата                                                                                     |
| ------------------------------------------------------- | --------------------------------- | --------------------- | -------------- | --------------------------------------------- | --- |
| Комуністична партія України                             |                                   |                       |                |                                               | |
| б/м                                                     | Афонін Володимир Сергійович       | 02.11.2010            | Освіта вища    | член Комуністичної партії України             | ТОВ «Феррошлях», заступник директора                                                                                |
| б/м                                                     | Марховець Віктор Миколайович      | 02.11.2010            | Освіта вища    | член Комуністичної партії України             | приватний підприємець                                                                                               |
| 16                                                      | Карпець Неля Ростиславівна        | 02.11.2010            | Освіта вища    | член Комуністичної партії України             | Комсомольська міська рада, секретар                                                                                 |
| Партія регіонів                                         |                                   |                       |                |                                               | |
| б/м                                                     | Зінченко Ігор Михайлович          | 02.11.2010            | Освіта вища    | член Партії регіонів                          | ВАТ «Полтавський гірничо-збагачувальний комбінат», директор з промислової безпеки та охорони праці                  |
| б/м                                                     | Тузікова Алла Миколаївна          | 02.11.2010            | Освіта вища    | член Партії регіонів                          | навчально-виховний комплекс ім. Л. І. Бугаєвської, директор                                                         |
| б/м                                                     | Краснопір Валерій Миколайович     | 02.11.2010            | Освіта вища    | член Партії регіонів                          | ТОВ «МАГ», юрист |
| б/м                                                     | Терещенко Василь Іванович         | 02.11.2010            | Освіта вища    | член Партії регіонів                          | ВАТ «Полтавський гірничо-збагачувальний комбінат», начальник виробничого відділу                                    |
| б/м                                                     | Говоренко Володимир Олександрович | 02.11.2010            | Освіта вища    | член Партії регіонів                          | приватний підприємець «Говоренко», директор                                                                         |
| б/м                                                     | Кашкан Володимир Анатолійович     | 02.11.2010            | Освіта вища    | член Партії регіонів                          | приватний підприємець «Кашкан», директор                                                                            |
| б/м                                                     | Івасенко Григорій Миколайович     | 02.11.2010            | Освіта вища    | член Партії регіонів                          | ВАТ «Полтавський гірничо-збагачувальний комбінат», заступник генерального директора                                 |
| б/м                                                     | Кобік Артур Вікторович            | 02.11.2010            | Освіта вища    | член Партії регіонів                          | ТОВ «Комсомольський Укрсплав», генеральний директор                                                                 |
| б/м                                                     | Чаплоуцький Андрій Миколайович    | 02.11.2010            | Освіта вища    | член Партії регіонів                          | ВАТ «Полтавський гірничо-збагачувальний комбінат», головний ревізор з безпеки руху на залізничному транспорті       |
| 1                                                       | Файда Микола Миколайович          | 02.11.2010            | Освіта вища    | член Партії регіонів                          | сімейна амбулаторія мк-н Низи, завідувач лікар                                                                      |
| 2                                                       | Зінченко Тарас Михайлович         | 02.11.2010            | Освіта вища    | член Партії регіонів                          | ВАТ «Полтавський ГЗК», начальник цеху                                                                               |
| 4                                                       | Байдак Валерій Васильович         | 02.11.2010            | Освіта вища    | член Партії регіонів                          | ВАТ "Полтавський ГЗК ", начальник цеху                                                                              |
| 10                                                      | Басок Руслан Володимирович        | 02.11.2010            | Освіта вища    | член Партії регіонів                          | ТОВ «Тех-Універсал», директор                                                                                       |
| 13                                                      | Таран Євгеній Вільянович          | 02.11.2010            | Освіта вища    | член Партії регіонів                          | ВАТ "Полтавський ГЗК ", заступник начальника виробничого відділу                                                    |
| 17                                                      | Орлов Сергій Вікторович           | 02.11.2010            | Освіта вища    | член Партії регіонів                          | Комсомольська міська лікарня, завідувач відділення                                                                  |
| 19                                                      | Зеленська Ірина Іванівна          | 02.11.2010            | Освіта вища    | член Партії регіонів                          | міськвиконком, начальник відділу                                                                                    |
| 20                                                      | Брижань Віктор Григорович         | 02.11.2010            | Освіта вища    | член Партії регіонів                          | Дмитрівська загальноосвітня школа, директор                                                                         |
| Політична партія Всеукраїнське об'єднання «Батьківщина» |                                   |                       |                |                                               | |
| б/м                                                     | Ткаченко Валерій Григорович       | 02.11.2010            | Освіта вища    | член Всеукраїнського об'єднання «Батьківщина» | приватне підприємство «Шишакишляхбуд», директор                                                                     |
| Політична партія «Фронт Змін»                           |                                   |                       |                |                                               | |
| б/м                                                     | Бучок Валерій Васильович          | 02.11.2010            | Освіта середня | член Політичної партії «Фронт Змін»           | приватний підприємець                                                                                               |
| Соціалістична партія України                            |                                   |                       |                |                                               | |
| б/м                                                     | Красуля Олександр Сергійович      | 02.11.2010            | Освіта вища    | член Соціалістичної партії України            | ВАТ «Полтавський гірничо-збагачувальний комбінат», директор технічний-член правління і начальник технічного відділу |
| б/м                                                     | Соколенко Андрій Миколайович      | 02.11.2010            | Освіта вища    | член Соціалістичної партії України            | ВАТ «Полтавський гірничо-збагачувальний комбінат», головний фахівець з огрудкування                                 |
| б/м                                                     | Калашнік Світлана Олександрівна   | 02.11.2010            | Освіта вища    | позапартійна                                  | тимчасово не працює                                                                                                 |
| б/м                                                     | Богодист Володимир Петрович       | 02.11.2010            | Освіта вища    | позапартійний                                 | ДП "Телерадіокомпанії «ГЗК», директор                                                                               |
| б/м                                                     | Коротка Ірина Володимирівна       | 02.11.2010            | Освіта вища    | член Соціалістичної партії України            | ВАТ «Полтавський гірничо-збагачувальний комбінат», цеховий терапевт МЧС                                             |
| б/м                                                     | Третяков Олександр Миколайович    | 02.11.2010            | Освіта вища    | член Соціалістичної партії України            | Комсомольська міська станції швидкої медичної допомоги, головний лікар                                              |
| б/м                                                     | Усатенко Віра Миколаївна          | 03.12.2010            | Освіта вища    | член Соціалістичної партії України            | Комсомольська загальноосвітня школа І-ІІІ ст. № 6, директор                                                         |
| 3                                                       | Гаврилюк Артем Сергійович         | 02.11.2010            | Освіта вища    | позапартійний                                 | ТОВ «Єристівський ГЗК», головний маркшейдер                                                                         |
| 5                                                       | Кашуба Володимир Васильович       | 02.11.2010            | Освіта вища    | позапартійний                                 | ВАТ "Полтавський ГЗК ", начальник залізничного цеху                                                                 |
| 6                                                       | Бреус Олександр Миколайович       | 02.11.2010            | Освіта вища    | член Соціалістичної партії України            | ВАТ "Полтавський ГЗК ", провідний інженер з організації виробництва                                                 |
| 7                                                       | Канарський Сергій Романович       | 02.11.2010            | Освіта вища    | позапартійний                                 | ВАТ "Полтавський ГЗК ", заступник начальника цеху                                                                   |
| 8                                                       | Безугла Вікторія Вікторівна       | 02.11.2010            | Освіта вища    | позапартійна                                  | ВАТ "Полтавський ГЗК ", заступник начальника шламового цеху                                                         |
| 9                                                       | Гаврильченко Павло Петрович       | 02.11.2010            | Освіта вища    | позапартійний                                 | ВАТ "Полтавський ГЗК ", головний інженер цеху шламового господарства                                                |
| 11                                                      | Мінязев Вячеслав Данилович        | 02.11.2010            | Освіта вища    | член Соціалістичної партії України            | ВАТ «Полтавський ГЗК», провідний інженер СЦВВР                                                                      |
| 12                                                      | Лисенко Олександр Миколайович     | 02.11.2010            | Освіта вища    | член Соціалістичної партії України            | ВАТ «Полтавський ГЗК», заступник директора з виробництва                                                            |
| 14                                                      | Іванов Володимир Станіславович    | 02.11.2010            | Освіта вища    | член Соціалістичної партії України            | ВАТ "Полтавський ГЗК ", головний інженер                                                                            |
| 15                                                      | Юренко Олег Борисович             | 02.11.2010            | Освіта вища    | член Соціалістичної партії України            | ТОВ «Єрестівський ГЗК», головний юрисконсульт                                                                       |
| 18                                                      | Келембет Анатолій Юхимович        | 02.11.2010            | Освіта вища    | член Соціалістичної партії України            | ТОВ «Єристівський ГЗК», провідний інженеро з охорони праці                                                          |